# シェイクスピア劇登場人物一覧
シェイクスピア劇登場人物一覧（シェイクピアげきとうじょうじんぶついちらん）は、ウィリアム・シェイクスピアの劇に登場する人物の一覧である。
- 名前のない貴族、従者、召使い、兵、伝令などは基本的に省略した。
- 五十音順で姓（ローマ人は第三名）を優先した。ただし、出身地などの地名が姓のように使われている場合はその限りではない。
- （史）は歴史上の人物、（虚）は（主に史劇の）虚構の人物、（伝）は伝説・神話の人物を表す。それ以外は虚構の人物である。
- 「外」（シェイクスピア以外の登場作品）はその人物が主役として登場する作品に限定した。
- 「演」（演じた役者）について、特に何も記していないものは舞台である。
- 「詞」（名台詞）はすべて坪内逍遥・訳から引用した。

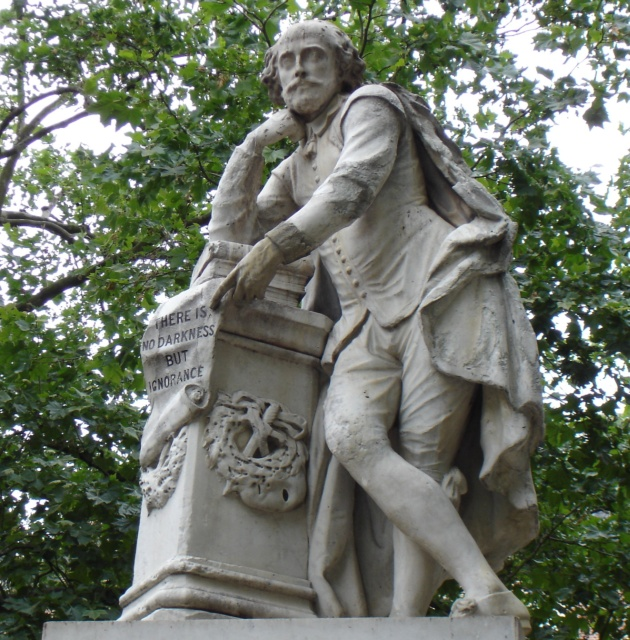
シェイクスピア本人が『お気に召すまま』のアダムを演じたという伝説に基づくシェイクスピアの銅像（ロンドン、撮影：Lonpicman）。ただし銘の「およそ世の中に、暗いといふのは無知、無学ぢゃ」（坪内逍遥・訳）は『十二夜』IV.2。

| 悲劇 | 喜劇 | 史劇 |